# Greenideoida lambersi
Greenideoida lambersi är en insektsart. Greenideoida lambersi ingår i släktet Greenideoida och familjen långrörsbladlöss. Inga underarter finns listade i Catalogue of Life.